# Ратчабурі (провінція)
Ратчабурі́ (Ратбурі; з тай. ราชบุรี) — чангват (провінція) в Західному регіоні Таїланду. На півночі межує з провінцією Канчанабурі, на сході — з провінціями Накхонпатхом, Самутсакхон та Самутсонгкхрам, на півдні — з провінцією Пхетчабурі. На заході межею провінції є державний кордон із М'янмою.
Адміністративний центр — місто Ратчабурі. Губернатор — Сумет Чайлетванітчакун (з 2008 року).

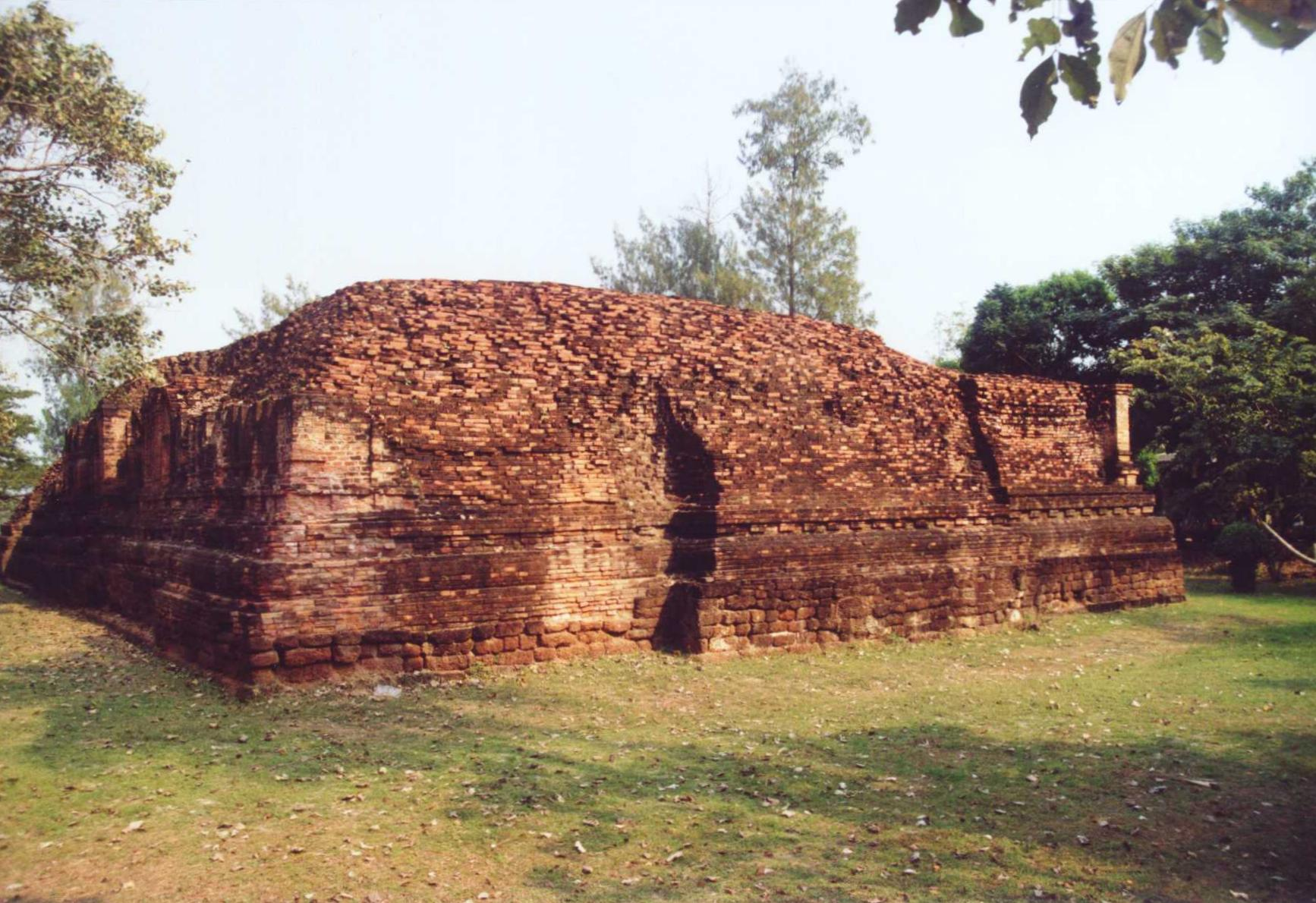
Руїни Кхубуа

Площа провінції становить 5196,5 км², 43 місце в Таїланді.
Населення провінції становить 791 217 осіб (2000), 22 місце в країні. 1,1 % складають племена пагорбів, особливо карен, які проживають на заході провінції. Серед національних меншин виділяються народи мони, лава, лао та кхмери.
Столиця провінції була заснована раніше періоду Двараваті, в часи міфічного королівства Суваннабхумі. Тоді місто було столицею королівства Мон. Поблизу сучасного Кхубуа й досі лишились руїни старого міста.
Назва із санскриту перекладається як місто королів (raja — король та puri — місто).

## Географія

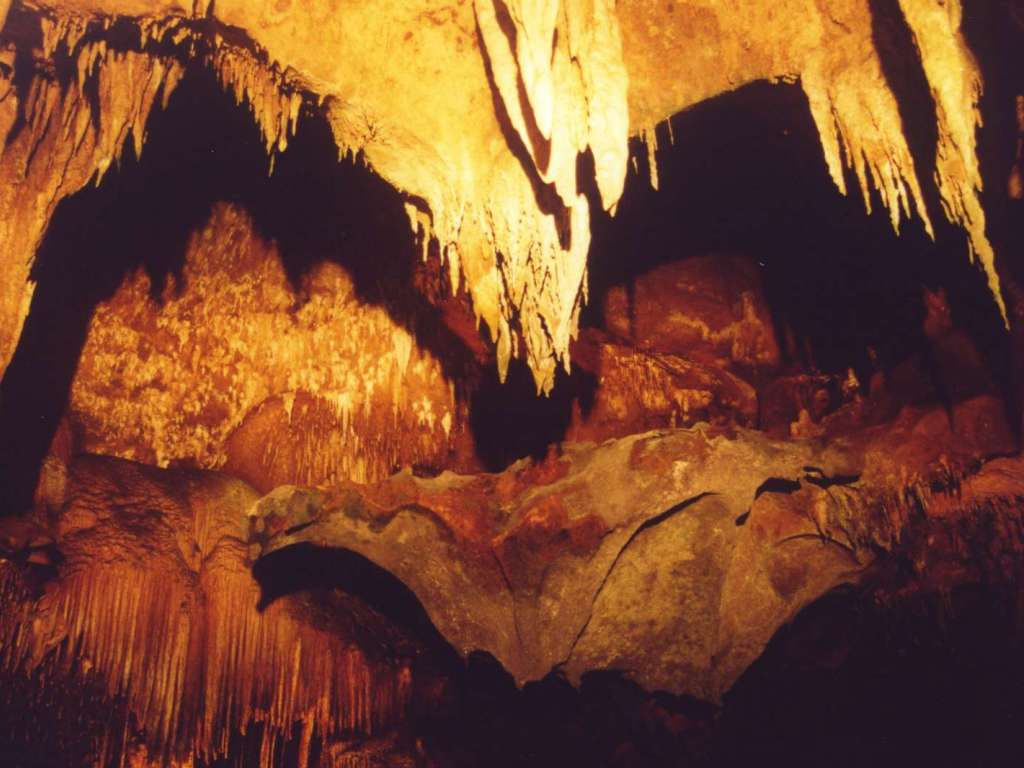
Печера Кхаобін

Центральна та східна частини провінції знаходяться на низовині. По рівнинах протікає велика річка Меклонг. На заході місцевість досить гориста. Тут розкинулись гори Танавсрі. Найвища точка провінції становить 1 179 м. Гори відомі своїми карстовими печерами. На хребті починається права притока річки Меклонг — Пхачі, на лівому березі якої в 2003 році був утворений історичний національний парк Чалемпхра К'ятхайпрачан площею 384,4 км².
По обидва береги річки Меклонг розташовуються кілька озер, найбільшими з яких є Нонг'яу та Качап. На сході провінції збудована розгалужена мережа зрошувальних каналів.

## Адміністративний поділ

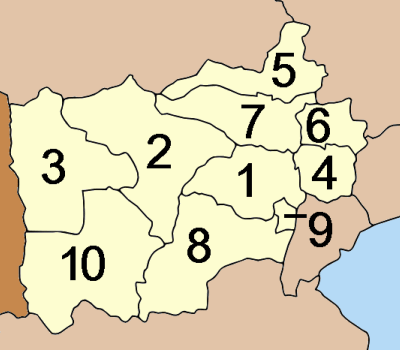
Райони провінції

Провінція поділяється на 10 районів (ампхе), які в свою чергу поділяються на 104 підрайони (тамбон) та 935 поселень (мубан). Провінція має 3 містечка (тхесабан-муенг) — Ратчабурі, Банпонг, Пхотхарам; та 11 міських селищ (тхесабан-тамбон).
| № | Район        | Площа, км² | Населення, осіб | №  | Район     | Площа, км² | Населення, осіб |
| - | ------------ | ---------- | --------------- | -- | --------- | ---------- | --------------- |
| 1 | Ратчабурі    | 430,3      | 183 528         | 6  | Бангпхе   | 172,6      | 42 949          |
| 2 | Чомбинг      | 772,1      | 58 057          | 7  | Пхотхарам | 417,0      | 128 434         |
| 3 | Суанпхинг    | 1 005,1    | 30 252          | 8  | Пактхо    | 757,8      | 59 985          |
| 4 | Дамненсадуак | 210,3      | 98 994          | 9  | Ватпхленг | 37,9       | 12 228          |
| 5 | Банпонг      | 366,6      | 157 689         | 10 | Банкха    | 1 026,9    | 22 818          |